# Тело сечений
Тело сечений — конструкция, дающая тело для данного тела евклидова пространства.
Определение было дано Лютваком в 1988 году.
Эта конструкция сыграла заметную роль в решении задачи Буземана — Петти.

## Определение
Предположим, что {\displaystyle K} — выпуклое симметричное тело в {\displaystyle d}-мерном евклидовом пространстве.
Тогда тело сечений для тела {\displaystyle K} есть тело, ограниченное гиперповерхностью, образованной всеми векторами вида
{\displaystyle \mathop {S} (K\cap u^{\perp })\cdot u,}
где {\displaystyle u} — единичный вектор,
{\displaystyle u^{\perp }} — гиперплоскость, проходящая через начало координат и перпендикулярная {\displaystyle u},
а {\displaystyle \mathop {S} } — площадь, точнее {\displaystyle (d-1)}-мерный объём.

## Свойства
- Теорема Буземана. Пусть {\displaystyle K} есть выпуклое симметричное тело в {\displaystyle d}-мерном евклидовом пространстве с центром в начале координат. Тогда тело сечений {\displaystyle K} также выпукло.